# Église Saint-Martin de Froidmont-Cohartille
L'église Saint-Martin est une église située à Froidmont-Cohartille, en France.

## Localisation
L'église est située sur la commune de Froidmont-Cohartille, dans le département de l'Aisne.